# 尼波塞特 (伊利諾伊州)
尼波塞特（英語：Neponset）是位於美國伊利諾伊州比羅縣的一個村落。

## 地理
尼波塞特的座標為41°17′50″N 89°47′25″W / 41.29722°N 89.79028°W，而該地最高點為海拔高度250米（即820英尺）。

## 人口
根據2010年美國人口普查的數據，尼波塞特的面積為2.70平方千米，當中陸地面積為2.70平方千米，而水域面積為0.00平方千米。當地共有人口473人，而人口密度為每平方千米175人。